# Beilschmiedia brassii
Beilschmiedia brassii är en lagerväxtart som beskrevs av C. K. Allen. Beilschmiedia brassii ingår i släktet Beilschmiedia och familjen lagerväxter. Inga underarter finns listade i Catalogue of Life.